# Serracines
Serracines es una localidad española, pedanía del municipio de Fresno de Torote, en la Comunidad de Madrid. 

## Historia

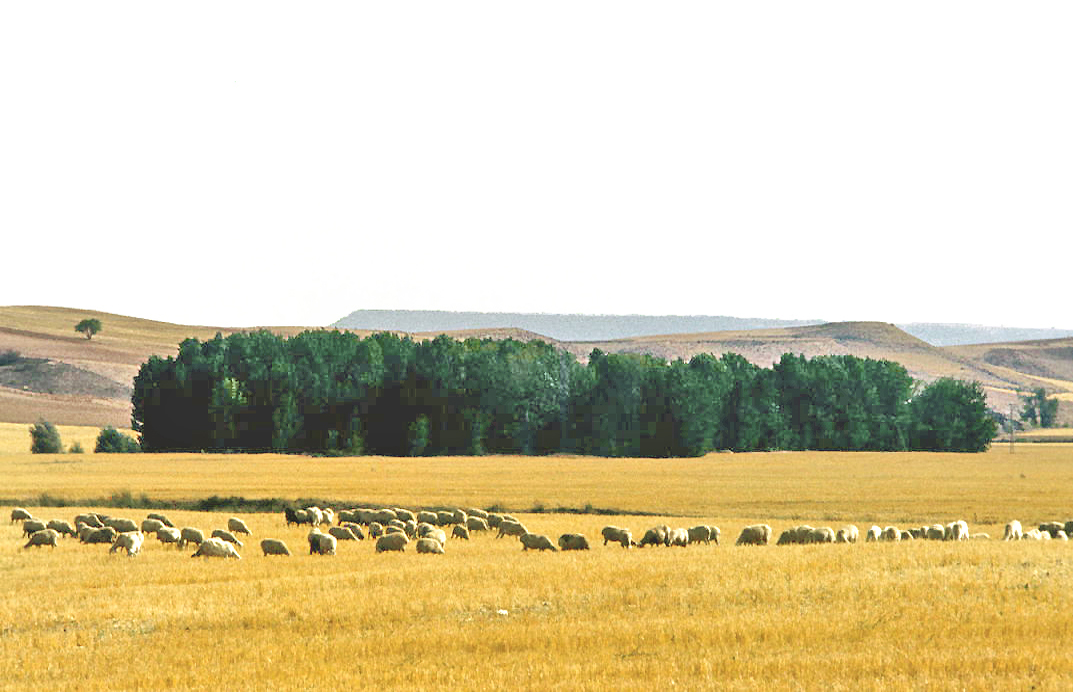
Rebaño de ovejas en los alrededores de Serracines en la década de 1980

A mediados del siglo XIX, la villa, que ya por entonces compartía ayuntamiento con Fresno de Torote, tenía contabilizada una población de 107 habitantes. Aparece descrita en el decimocuarto volumen del Diccionario geográfico-estadístico-histórico de España y sus posesiones de Ultramar de Pascual Madoz de la siguiente manera:

SERRACINES: v. que forma ayunt. con Fresno de Torete (1/4 leg.). en la prov. y aud. terr. de Madrid (6 1/2), part. jud.de Alcalá de Henares (2 1/2), c. g. de Castilla la Nueva, dióc. de Toledo (18). sit. en terreno llano y despejado, le combaten con mas frecuencia los vientos N. y O., y su clima poco sano, es propenso por lo comun á tercianas y cuartanas: tiene 22 casas de piso bajo, escuela de primeras letras comuna ambos sexos, con la retribucion de sus discípulos; un pozo cuyas aguas utilizan los vec. para los ganados, y una parr. (San Esteban) con curato de entrada y de provision ordinaria; el cementerio está en parage que no ofende la salud pública, y los vec. se surten de aguas para sus usos de los de varios manantiales que hay esparcidos por el térm.; este confina N. Ribatejada; E. Camarma del Caño y Valdemoro; S. Fresno de Torete, y O. Valdeolmos; se estiende 1/2 leg. de N. á S. y 3/4 de E. á O. y comprende 2 deh. tituladas Valdinojar y deh. vieja y algunos árboles negros y blancos-, le atreviesan el r. Torote, que pasa á 500 pasos del pueblo, y 2 arroyos Valdinojar y Valdenarro, ambos desaguan en el Torote y pasan próximos al pueblo: el terreno es de regular calidad. caminos: los que dirigen á los pueblos limítrofes y uno que onduce desde Guadalajara á Colmenar Viejo: el correo se recibe en la cab. del part. prod.: trigo, cebada, centeno, avena, garbanzos, algarrobas, almortas y guisantes; mantiene ganado lanar, vacuno y mular, y cria caza de liebres y perdices. ind.: la agrícola y una posada. pobl.: 18 vec., 107 alm. cap. prod. 7.886.260 rs. imp.: 258,517. contr.: 9'65 por 100.
(Madoz, 1849, p. 200)

Anexado al término municipal de Fresno a mediados del siglo XIX. Pertenece a la comarca de la Campiña del Henares. En esta población se concentran los más de 2000 habitantes del municipio ya que el viejo pueblo de Fresno de Torote se ha convertido en un despoblado.

## Deportes
El pueblo tiene un equipo de baloncesto. Fue subcampeón de Madrid en 2016 y 2018 de la categoría ?
[cita requerida]